# 张村府君庙
张村府君庙，位于山西省长治市潞州区大辛庄镇张村，是一处山西省文物保护单位。
2016年6月6日，张村府君庙公布为第五批山西省文物保护单位，年代为元、清，古建筑类，编号5-90。